# Open Secret
Open Secret ist ein US-amerikanischer Spielfilm von John Reinhardt aus dem Jahr 1948 mit John Ireland und Jane Randolph in den Hauptrollen. In dem Film noir greift der ursprünglich aus Österreich stammende Regisseur Antisemitismus in der Nachkriegsgesellschaft in den USA auf.

## Handlung
Die frischverheirateten Paul und Nancy Lester kommen in eine ungenannte Stadt, um Pauls früheren Armeekameraden Ed zu besuchen. Als Ed plötzlich verschwindet, beginnen die Lesters sich umzusehen. Nachdem die Polizei sich für den Fall nicht interessiert und Ed von einem Lastwagen überfahren und mit einem früheren Mordfall in Verbindung gebracht wird, vermuten die Lesters eine Verschwörung. Sie finden schließlich heraus, dass die Stadt von einem Ring von Antisemiten terrorisiert wird, mit denen Ed sich eingelassen hatte.

## Rezeption
Auf dem UCLA Festival of Preservation 2017 wurde Open Secret von einer vom UCLA Film & Television Archive vom 35mm-Nitrat-Dup-Negativ restaurierten Kopie vorgeführt. Die Filmkonservatorin Miki Shannon bemerkt dazu, dass das "offene Geheimnis" in Open Secret im Gegensatz zu anderen Filmen wie den ein Jahr früher hergestellten Tabu der Gerechten oder Im Kreuzfeuer niemals näher erläutert werde mit Ausnahme einer Einstellung, in der man einen an eine Ladentür geschmierten Schriftzug "Jew" erkenne. „Obwohl er Europa bereits in den 1920er Jahren verlassen hatte, um in den Filmfabriken Hollywoods und Mexikos zu arbeiten, ist es nicht verwunderlich, dass der in Österreich geborene Regisseur John Reinhardt das Thema Antisemitismus ebenso aufnahm wie andere vor den Nazis emigrierte Regisseure, die nach dem ‚Anschluss‘ in Amerika eintrafen.“